# Мост Хаџу
32° 38′ 12″ N 51° 41′ 00″ E / 32.63667° С; 51.68333° И
Мост Хаџу (персијски: پل خواجو‎‎ Пол-е Хаџу), је мост у провинцији Исфахан, Иран, који је описан као најлепши у провинцији. Подигао га је персијски Сафавидски краљ, Шах Абас Други око 1650. године, на темељима старијег моста. Служећи и као мост и као брана, он повезује Хаџу четврт на северној обали са јужним четвртима преко реке Зајанде. Иако архитектонски функционише као мост и брана, такође је већ служио примарну функцију као зграда и као место за одржавање јавних скупова. Ово здање је првобитно било украшено уметничким керамичким плочицама и сликама, и служило је као чајџиница. У центру конструкције, постоји павиљон унутар којег би Шах Абас седео, дивећи се погледу. Данас, остаци каменог седишта су све што је остало од краљеве столице. Овај мост је један од најбољих примера персијске архитектуре на врхунцу сафавидског културног утицаја у Ирану. По речима Артура Уфама Попа и Жана Шардена, Мост Хаџу је "врхунски споменик персијске архитектуре мостова и један од најинтересантнијих очуваних мостова ... где целина има ритам и достојанство и прелепо комбинује доследност, практичност, лепоту, и рекреацију. "

## Спецификације
Мост Хаџу има 23 лукова и дуг је 133 метара, а широк 12 метара. Проходни део моста је широк 7,5 метара, направљен од цигле и камена са 21 већим и 26 мањих улазних и излазних канала. Комади камена који се користе у овом мосту су дужине преко 2 метра и растојање између сваког канала и плафона базе је 21 метар. Постојећи натписи указују на то да је мост поправљен 1873. године.
Хаџу је један од мостова који регулишу проток воде у реци јер постоје одводна врата испод лукова преко реке. Када су одводна врата затворена, ниво воде иза моста је подигнут како би се олакшало наводњавање многих башти дуж реке узводно од моста.
На горњем нивоу моста, главни централни пролаз је био коришћен за пролаз коња и колица, а стазе са обе стране су користили пешаци. Осмоугаони павиљони у центру моста и са низводне и узводне стране пружају видиковце за изузетне погледе. Нижем нивоу моста могу приступити пешаци, па је и даље популарно место за опуштање.

Маузолеј Артура Попа и његове супруге, Филиса Акерман, се налази у близини.
- Панорамски поглед на мост ноћу
- Панорамски поглед на мосту у току дана
- Мост Хаџу на сумрак
- Поглед на мосту ноћу
- Маузолеј Артура Попа и Филиса Акерман.
- Павиљон Ајнехане и Мост Хаџу
- Мост у раном 20. веку